# Alberto Zampieri
Alberto Zampieri (Livorno, 15 gennaio 1903 – Pisa, 11 maggio 1992) è stato un pittore italiano.

## Biografia
Sostanzialmente autodidatta, inizia a dipingere in età giovanile, alternando la pittura agli studi tecnici. Partecipa con entusiasmo alle riunioni che si tengono al Caffè Bardi di Livorno, che coinvolgono alcuni tra i pittori livornesi di maggior talento.
Nel 1920 è tra i fondatori del Gruppo Labronico insieme a Renato Natali, Giovanni March, Gino Romiti e altri; alla pittura alterna il disegno satirico e caricaturale, che esegue su alcune riviste di quel tempo, tra le altre per il giornale satirico livornese Don Chisciotte, e il restauro di dipinti antichi.
Nel 1923 è tra i promotori del Cenacolo degli Illusi, insieme a Guido Guidi e Luigi Servolini.
Come pittore, oltre alla partecipazione alle mostre del Gruppo Labronico a partire dalla prima del 1920, partecipa nel dopoguerra a premi importanti come il Michetti nel 1948 e il Premio Suzzara nel 1949. Partecipa inoltre a tre edizioni della Quadriennale di Roma (1948, 1951-52, 1955-56). Nel 2012 si tiene una mostra in suo onore presso la fondazione Arpa.
Tra le sue opere vanno ricordate le nicchie dipinte nella settecentesca chiesa dei Santi Pietro e Paolo nel comune di Torri del Benaco, Un numero notevole di opere 119 quadri e 163 tra disegni e incisioni (oltre a diversi documenti dell'autore) fanno parte della collezione permanente della Fondazione Cassa di Risparmi di Livorno per donazione del nipote.
Nel 1981 diviene presidente del Gruppo Labronico carica che ricoprirà fino al 1991.